# Terianniaq-58 Upernavik Kujalleq
Terianniaq-58 Upernavik Kujalleq ist ein grönländischer Fußballverein aus Upernavik Kujalleq.

## Geschichte
Terianniaq-58 Upernavik Kujalleq wurde 1958 gegründet. Der Vereinsname bedeutet übersetzt „Polarfuchs“.
1963/64 nahm der Verein an der Grönländischen Fußballmeisterschaft teil, schied aber in der Vorrunde aus. Erst für 2017 ist der Verein wieder als Teilnehmer bezeugt, als man sich überraschend für die Schlussrunde qualifizieren konnte. Dort wurde Terianniaq-58 abgeschlagen Letzter. 2018 schied der Verein in der Qualifikationsrunde aus.
Im Upernavik District Cup 2023 erreichte der Terianniaq-58 den fünften Platz.

## Platzierungen bei der Meisterschaft
- 1958: unbekannt
- 1959/60: nicht teilgenommen
- 1963/64: nicht qualifiziert
- 1966/67: nicht teilgenommen
- 1967/68: unbekannt
- 1969: nicht teilgenommen
- 1970: unbekannt
- 1971: unbekannt
- 1972: unbekannt
- 1973: unbekannt
- 1974: unbekannt
- 1975: unbekannt
- 1976: unbekannt
- 1977: unbekannt
- 1978: unbekannt
- 1979: unbekannt
- 1980: unbekannt
- 1981: unbekannt
- 1982: unbekannt
- 1983: unbekannt
- 1984: unbekannt
- 1985: unbekannt
- 1986: unbekannt
- 1987: unbekannt
- 1988: unbekannt
- 1989: unbekannt
- 1990: nicht teilgenommen
- 1991: nicht teilgenommen
- 1992: nicht teilgenommen
- 1993: nicht teilgenommen
- 1994: unbekannt
- 1995: nicht teilgenommen
- 1996: unbekannt
- 1997: unbekannt
- 1998: nicht teilgenommen
- 1999: nicht teilgenommen
- 2000: nicht teilgenommen
- 2001: nicht teilgenommen
- 2002: nicht teilgenommen
- 2003: nicht teilgenommen
- 2004: unbekannt
- 2005: unbekannt
- 2006: nicht teilgenommen
- 2007: unbekannt
- 2008: unbekannt
- 2009: nicht teilgenommen
- 2010: nicht teilgenommen
- 2011: unbekannt
- 2012: unbekannt
- 2013: nicht teilgenommen
- 2014: nicht teilgenommen
- 2015: nicht teilgenommen
- 2016: nicht teilgenommen
- 2017: Platz 8 (von 8)
- 2018: nicht qualifiziert
- 2019: unbekannt
- 2020: nicht teilgenommen
- 2021: (nicht ausgetragen)
- 2022: unbekannt
- 2023: unbekannt